# 2017年至2018年國際滑冰總會花式滑冰大獎賽
2017–18國際滑冰總會花式滑冰大獎賽是一系列花式滑冰邀請的高級國際運動員所參加的比賽，從2017年10月至12月運行。比賽項目有男子單人、女子單人、雙人、冰舞四個項目，每位或每隊選手最多只能參加兩個分站。最後從六個分站中選出積分最高的前六位選手進行該年總決賽。

## 獎牌榜
| 赛事                                     | 项目 | 金牌                                      | 銀牌                                      | 銅牌                                |
| 2017年國際滑冰總會花式滑冰大獎賽俄羅斯站 | 男子 | 陈巍                                      | 羽生結弦                                  | 米哈伊尔·科尔亚达                   |
| 2017年國際滑冰總會花式滑冰大獎賽俄羅斯站 | 女子 | 叶甫根尼娅·梅德韦杰娃                     | 卡罗琳娜·科斯特内尔                       | 樋口新葉                            |
| 2017年國際滑冰總會花式滑冰大獎賽俄羅斯站 | 雙人 | 叶夫根尼娅·塔拉索娃 / 弗拉基米尔·莫洛佐夫 | Ksenia Stolbova / Fedor Klimov            | Kristina Astakhova / Alexei Rogonov |
| 2017年國際滑冰總會花式滑冰大獎賽俄羅斯站 | 冰舞 | 马娅·涩谷 / 亚历克斯·涩谷                 | 叶卡捷琳娜·博布罗娃 / 德米特里·索洛维耶夫 | 亚历山德拉·斯捷潘诺娃 / 伊万·布金   |

| 赛事                                     | 项目 | 金牌                            | 銀牌                            | 銅牌                          |
| 2017年國際滑冰總會花式滑冰大獎賽加拿大站 | 男子 | 宇野昌磨                        | 贾森·布朗                       | Alexander Samarin             |
| 2017年國際滑冰總會花式滑冰大獎賽加拿大站 | 女子 | 凯琳·奥斯蒙德                   | 瑪利亞·索茨科娃                 | 阿什莉·瓦格纳                 |
| 2017年國際滑冰總會花式滑冰大獎賽加拿大站 | 雙人 | 米根·迪阿梅尔 / 艾瑞克·拉德福德 | 阿莉安娜·薩維琴科 / 布鲁诺·马索 | 瓦内萨·詹姆斯 / 摩根·西普雷斯 |
| 2017年國際滑冰總會花式滑冰大獎賽加拿大站 | 冰舞 | 泰莎·沃尔图 / 斯科特·莫伊尔     | Kaitlyn Weaver / Andrew Poje    | 麦迪逊·哈贝尔 / 扎卡里·多诺霍 |

| 赛事                                   | 项目 | 金牌                                  | 银牌                    | 铜牌                                      |
| 2017年國際滑冰總會花式滑冰大獎賽中國站 | 男子 | 米哈伊尔·科尔亚达                     | 金博洋                  | 马克斯·阿隆                               |
| 2017年國際滑冰總會花式滑冰大獎賽中國站 | 女子 | 阿丽娜·扎吉托娃                       | 樋口新叶                | 艾莲娜·拉迪奥诺娃                         |
| 2017年國際滑冰總會花式滑冰大獎賽中國站 | 双人 | 隋文静 / 韩聪                         | 小雨 / 張昊             | 柯尔丝滕·穆尔-托尔斯 / 迈克尔·马里纳罗    |
| 2017年國際滑冰總會花式滑冰大獎賽中國站 | 冰舞 | 加布里埃拉·帕帕达吉斯 / 吉约姆·西泽龙 | 麥迪遜·喬克 / 埃文·貝茨 | 叶卡捷琳娜·博布罗娃 / 德米特里·索洛维耶夫 |

| 赛事                                   | 项目       | 金牌                        | 银牌                           | 铜牌                                |
| 2017年國際滑冰總會花式滑冰大獎賽日本站 | 男子单人滑 | 謝爾蓋·沃羅諾夫             | 亞當·里彭                      | Alexei Bychenko                     |
| 2017年國際滑冰總會花式滑冰大獎賽日本站 | 女子单人滑 | 叶甫根尼娅·梅德韦杰娃       | 卡罗琳娜·科斯特内尔            | 波林娜·楚爾斯卡婭                   |
| 2017年國際滑冰總會花式滑冰大獎賽日本站 | 双人滑     | 隋文静 / 韩聪               | Ksenia Stolbova / Fedor Klimov | Kristina Astakhova / Alexei Rogonov |
| 2017年國際滑冰總會花式滑冰大獎賽日本站 | 冰舞       | 泰莎·沃尔图 / 斯科特·莫伊尔 | 麦迪逊·哈贝尔 / 扎卡里·多诺霍  | Anna Cappellini / Luca Lanotte      |

| 赛事                                   | 项目       | 金牌                                      | 银牌                          | 铜牌                                |
| 2017年国际滑冰联盟花样滑冰大奖赛法国站 | 男子单人滑 | 哈維爾·費南德茲                           | 宇野昌磨                      | Misha Ge                            |
| 2017年国际滑冰联盟花样滑冰大奖赛法国站 | 女子单人滑 | 阿麗娜·扎吉托娃                           | 瑪利亞·索茨科娃               | 凯琳·奥斯蒙德                       |
| 2017年国际滑冰联盟花样滑冰大奖赛法国站 | 双人滑     | 叶夫根尼娅·塔拉索娃 / 弗拉基米尔·莫洛佐夫 | 瓦内萨·詹姆斯 / 摩根·西普雷斯 | Nicole Della Monica / 马泰奥·加里斯 |
| 2017年国际滑冰联盟花样滑冰大奖赛法国站 | 冰舞       | 加布里埃拉·帕帕达吉斯 / 吉约姆·西泽龙     | 麥迪遜·喬克 / 埃文·貝茨       | 亚历山德拉·斯捷潘诺娃 / 伊万·布金   |

| 赛事                                   | 项目       | 金牌                            | 银牌                           | 铜牌                                  |
| 2017年国际滑冰联盟花样滑冰大奖赛美國站 | 男子单人滑 | 陈巍                            | 亞當·里彭                      | 謝爾蓋·沃羅諾夫                       |
| 2017年国际滑冰联盟花样滑冰大奖赛美國站 | 女子单人滑 | 宮原知子                        | 坂本花织                       | 布蕾迪·田内尔                         |
| 2017年国际滑冰联盟花样滑冰大奖赛美國站 | 双人滑     | 阿莉安娜·薩維琴科 / 布鲁诺·马索 | 小雨 / 張昊                    | 米根·迪阿梅尔 / 艾瑞克·拉德福德       |
| 2017年国际滑冰联盟花样滑冰大奖赛美國站 | 冰舞       | 马娅·涩谷 / 亚历克斯·涩谷       | Anna Cappellini / Luca Lanotte | 维多利亚·西尼齐娜 / 尼基塔·卡察拉波夫 |

| 赛事                                   | 项目       | 金牌                                  | 银牌                        | 铜牌                            |
| 2017年国际滑冰联盟花样滑冰大奖赛總決賽 | 男子单人滑 | 陈巍                                  | 宇野昌磨                    | 米哈伊尔·科尔亚达               |
| 2017年国际滑冰联盟花样滑冰大奖赛總決賽 | 女子单人滑 | 阿丽娜·扎吉托娃                       | 瑪利亞·索茨科娃             | 凯琳·奥斯蒙德                   |
| 2017年国际滑冰联盟花样滑冰大奖赛總決賽 | 双人滑     | 阿莉安娜·薩維琴科 / 布鲁诺·马索       | 隋文静 / 韩聪               | 米根·迪阿梅尔 / 艾瑞克·拉德福德 |
| 2017年国际滑冰联盟花样滑冰大奖赛總決賽 | 冰舞       | 加布里埃拉·帕帕达吉斯 / 吉约姆·西泽龙 | 泰莎·沃尔图 / 斯科特·莫伊尔 | 马娅·涩谷 / 亚历克斯·涩谷       |